# Upplands runinskrifter Fv1990;42
Upplands runinskrifter Fv1990;42 är ett vikingatida runstensfragment av gulgrå sandsten i Sigtuna, Sigtuna kommun. Det påträffades 1988 i kvarteret Trädgårdsmästaren 9-10 vid en arkeologisk utgrävning. Fragmentet förvaras på Sigtuna museum. Fragmentet är 25 gånger 21 centimeter stort och 4 centimeter tjockt. Runhöjden är 8 centimeter.

## Inskriften
Translitterering av runraden:
...sti...
Normalisering till runsvenska:
...
Översättning till nusvenska:
...